# Panurginus niger
Panurginus niger är en biart som beskrevs av Nylander 1848. Panurginus niger ingår i släktet bergsbin, och familjen grävbin. Inga underarter finns listade i Catalogue of Life.